# Спілка української молоді
Спілка Української Молоді (СУМ) — громадська організація, яка об'єднує українську молодь на добровільних засадах та виховує свідомих, чесних і працьовитих громадян, відданих українців-державників, що виробляють світогляд на національно-християнських традиціях та ідеалах, виплеканих українською нацією протягом століть.

## Історія
Спілка заснована Миколою Павлушковим 1925 року. До її лав належали Юрій Бобир, Г. Слободяник,  П. Нечипайло, Борис та Василь Матушевські, Володимр Юркевич, Данило Кикоть, Олена Буртан та ін. Відновила свою діяльність після Другої світової війни на еміграції.

### Спілка Української Молоді на еміграції
Після Другої світової війни у Німеччині, Австрії, Франції, та Італії опинилися тисячі українців-біженців, які відмовились за радянського режиму повертатись на Батьківщину. За статистичними даними в січні 1946 у частині Німеччини, яка була окупована Союзними військами, перебувало 102 000 українців. Серед них 44,1 % — молодь у віці від 10 до 29 років.
За ініціативою групи старших активістів, що в більшості походили зі східної України, 6 липня 1946 року в Мюнхені відбулася зустріч організаторів СУМ, які хотіли відновити Сумівські ідеали, в діаспорі. В результаті активної роботи до кінця липня було вже створено 7 відділів організації, які нараховували близько 200 активних членів. З метою створення статуту організації, а також вироблення усіх організаційних законів та формування центральних органів було створено Центральне Бюро організації. В 1947 році відбувся Перший Конгрес Спілки української молоді, який затвердив Статут та Програму СУМ, проект прапора і емблеми, затвердив керівні принципи для подальшого розвитку організації. З цього часу почали швидко формуватися місцеві осередки і культурницькі групи. Робота СУМ скоро дістала визнання в українських і неукраїнських громадах, з плином часу роль СУМ ставала все важливішою в суспільстві.
Частини СУМ поширилися на багатьох континентах світу: в Європі, Південній та Північній Америці, Австралії, а згодом повернулися і до свого місця заснування в Україну. Сьогодні СУМ — це багатотисячне членство, яке діє не лише в Україні, але й в українській діаспорі Австралії, Аргентини, Бельгії, Великої Британії, Канади, Франції, Німеччини і США. 75 років від часу заснування та 50 років після відновлення СУМ в діаспорі, організація працює для того, щоб молоді українці з різних країн могли спілкуватися між собою, допомагати одне одному в духовній, розумовій, соціальній, культурній, освітній і фізичній сферах, а також виростали в дусі патріотичного гасла Павлушкова та його однодумців — «Бог і Україна».
Організація молоді на еміграції, створена 1946 року в Німеччині з ініціативи діячів Закордонних Частин ОУН, з метою охоплення молоді, не організованої в ін. молодіжних організаціях. Ініціатори виходили з традицій Спілки української молоді в Україні. У статуті і програмових документах СУМ визначено як загально-національну патріотичну організацію, виховна програма якої є «Бог і Україна».
Спершу членами СУМ була молодь чоловічої і жіночої статі від 18 до 30 pp., з 1948 — утворено юнацькі відділи (від 12, пізніше — 6 pp.), а у 1950-их pp. сумівці понад 30 pp. не залишали організацію, а творили старше членство. Таким чином, СУМ складається тепер з 5 вікових груп: «суменята» (4-6 р.), юний СУМ — молодше юнацтво (6 — 12 pp.), старше юнацтво (13 — 18), «дружинники» (19 — 50) і старше членство — «сенйори» (понад 50 pp.).
СУМ незабаром став триступневою організацією щодо територіальної структури: по містах існують осередки, які мають свої крайові організації, а центр. керівні й виховні органи пов'язують країни у міжкрайову (світову) структуру. Найвищим органом є конгрес СУМ, що обирає Центр. Управу (до 1958 — Центр. Комітет); конгреси СУМ спершу збиралися щороку, а з 1949 кожні три роки. До жовтня 1973 відбулося 10 конгресів. Головою ЦК у 1946 — 49 був М. Сердюк, далі С. Вожаківський, О. Калиник і М. Філь. З 1958 Центральну Управу очолює О. Коваль. Осідками керівних органів були за чергою: Мюнхен, Лондон і Брюссель (з 1958).
При ЦК створено 1949 року Виховну Раду, сформовану з старших виховників і педагогів як дорадчий орган. Головами Виховної Ради були: П. Чуйко, М. Кушнір, Д. Чайковський, З. Саган, Б. Стебельський. Довголітніми діячами СУМ, що працювали на різних постах у центр. і крайових органах були: Є. Гановський (США), Т. Буйняк (Канада), Я. Деременда (Велика Британія), Г. Ощипко (Бельгія), В. Косик (Франція), В. Леник (Німеччина), О. Чубатий (Австралія) й ін. З молодшої генерації, вихованої вже в СУМ, увійшли на 10 конгресі до керівних органів: А. Гайдамаха, Й. Рожка, Р. Мірчук, М. Підгірна, Р. Шупер, А. Бандера, М. Юрків-Яроцька, Б. Юрків, М. Франкевич та ін. Багато педагогів, культ. і політичних діячів співпрацювало з СУМ гол. як виховники ред. журн., доповідачі і викладачі на різних курсах, вишколах, таборах: П. Башук, Г. Васькович, Г. Ващенко, І. Вовчук, П. Кізко, В. Коваль, І. Крушельницький, Р. Малащук, В. Микула, П. Мірчук, Л. Полтава, С. Стецько, М. Фостун, Д. Штогрин та ін. СУМ співпрацює тісно з укр. церквами і має в окремих країнах, а подекуди в осередках, капеланів. Від Укр. Кат. Церкви ген. капеланом є о. М. Левенець.
Організаційна мережа СУМ швидко розрослася: у 1946 — 47 у Німеччині й Австрії, а згодом у Бельгії (з 1947), Великій Британії та Канаді (з 1948), у США (з 1949), Франції, Австралії, Аргентині, Бразилії, Парагваї та ін. країнах. 1952 СУМ існував у 14 країнах і нараховував понад 8 000 членства. Завдяки посиленій організаційній і виховній праці керівництва СУМ та стабілізації життєвих умов новоприбулих емігрантів у Великій Британії і заокеанських країнах СУМ зріс кількісно і став найчисленнішою організацією молоді. У 1962 СУМ мав 10 500 чл. (у тому ч. З 200 старших чл. і 7 300 чл. юнацтва СУМ), 1969. — 13 700 (у тому ч. 4 500 старших чл. і 9 200 юнацтва), що так поділялися по країнах: США — 1800 старших членів і 3 100 юнацтва, Велика Британія — 1 000 і 2 400, Канада — 750 і 2 500, Австралія 430 і 570, ін. країни — 520 і 630; 1973 заг. кількість чл. 12350 у 10 країнах.
Ідейно-програмовий напрям і зміст виховної й суспільної діяльності СУМ сформульовані на базі ідеалістичного світогляду, християнської релігії та націоналістичної ідеології. Крім релігійного і національного виховання молоді, СУМ присвячує значну увагу політичній освіті та практично ангажує молодь до підтримки боротьби українського народу за визволення й утворення самостійної демократичної української держави. Багато уваги присвячується питанням українознавства і плеканню української культури. Методика виховної праці, програма вишколу, а також зміст культурно-освітньої праці охоплені у різних «правильниках», вишкільних матеріалах та періодичних видань. Праця СУМ ведеться в осередках діяльності (юнацькі частини поділені на рої для менших юнаків і курені — для старших), а крім того у менших гуртках і ланках, як також на вишкільних конференціях, літніх і зимових таборах, спорт. вправах тощо. СУМ звертає особливу увагу на мист. самодіяльність (хорові, інструментальні та танцювальні ансамблі, театральні гуртки, ланки прикладного мистецтва тощо) та спортова активність (різні спортові ланки, головно популярні футбольні). Деякі широко відомі сумівські ансамблі виступають на загально-українських імпрезах та гастролюють у різних країнах: хори «Прометей» і «Діброва» та оркестр «Батурин» у Торонто (диригент В. Кардаш), капела бандуристів у Детройті (диригент Потапенко), танцювальний гурток «Крилаті» у Великій Британії (керівник О. Буряк), спортовий клуб «Крилаті» у Чикаго та ін. СУМ бере активну участь у загально-національних святкуваннях, відзначенні національних річниць та різних політичних маніфестаціях, а також провадить масові акції на оборону українських політичних і релігійних в'язнів. З 1972 СУМ влаштовує світові олімпійські злети (Мюнхен 1972, Монреаль 1976).

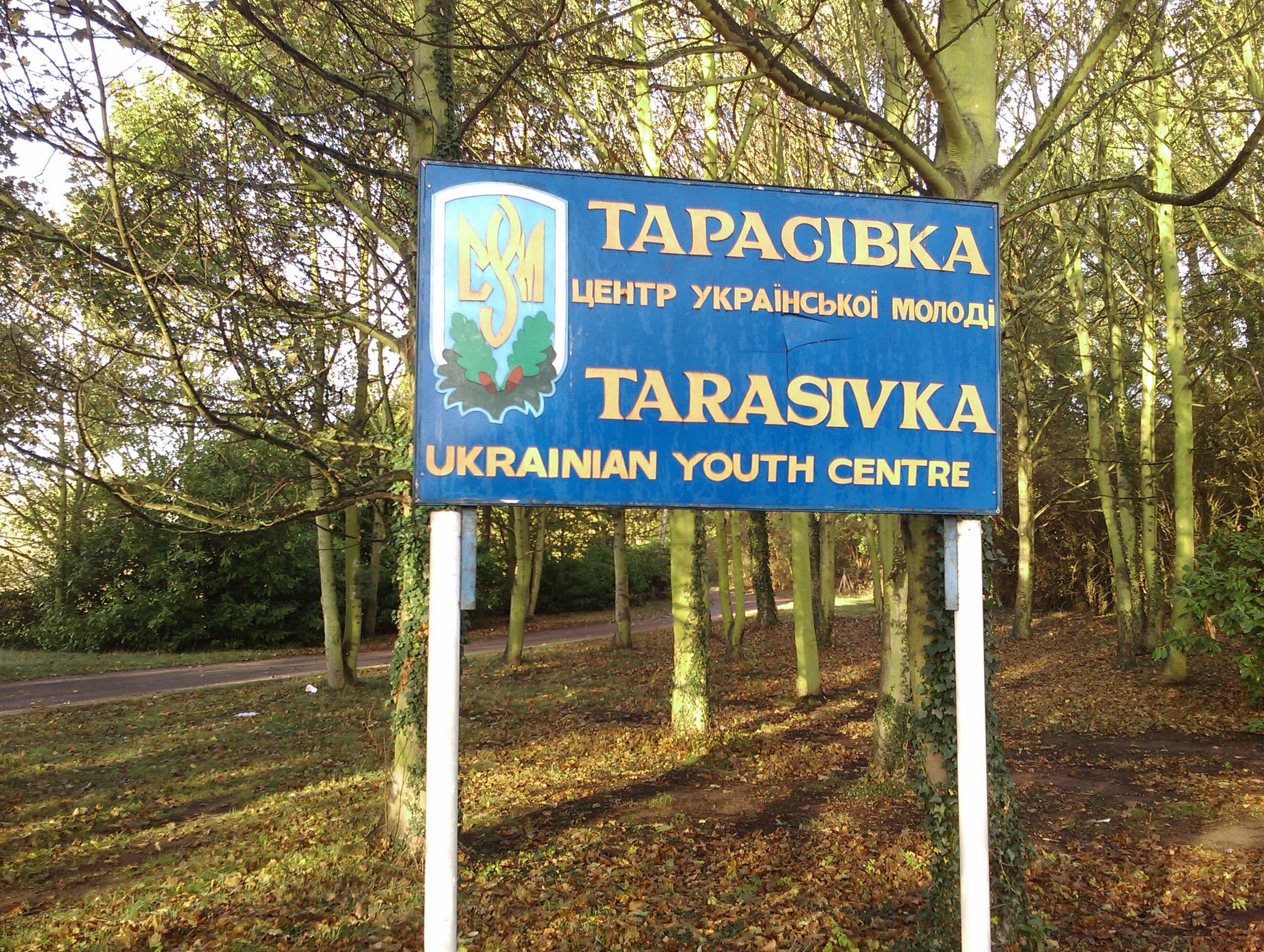
Оселя СУМ "Тарасівка" у Великій Британії

Члени СУМ мають однострій, який носять під час офіційних виступів, з деякими модифікаціями для вікових груп. Досягнення відзначають різними відзнаками, а вся організація має емблему, яка являє собою стилізований тризуб, що творить літери «СУМ». Сумівці мають свій марш (слова Леоніда Полтави) та вітаються на зайняттях привітом: «Честь України» — відповідь «Готов боронити» та привітом «Гартуйсь».
Для здійснення виховної мети і програми СУМ придбав у ряді країн і більших осередках будинки чи домівки, а зокрема літні оселі для вишколу, таборів і відпочинку молоді і своїх прихильників, подекуди з модерним устаткуванням. Найвідоміші оселі: у Елленвілі біля Нью-Йорку, в Барабу (Вісконсин), «Веселка» біля Торонто, «Верховина» біля Монреалю, «Тарасівка» у Великій Британії, «Франкополе» у Бельгії, оселі в Австралії: «Тарасівка» біля Мельборну і «Лемківщина» біля Коаля Рівер (Сідней) та ін. У деяких осередках СУМ ініціював і став опікуном суботніх шкіл українознавства; в 1970-их pp. у США таких шкіл було 9.
Систематичне виховання відбувають члени юнацтва СУМ за програмами та схемами навчального матеріалу з українознавства, після чого складають іспити і здобувають відповідний ступінь. Дружинники працюють більше самостійно по лінії особистих зацікавлень і беруть участь також у суспільно-політичній діяльності. Для їхньої політичної освіти Центральна Управа СУМ створила 1975 Інститут суспільно-політичної освіти (ІСПО), керований Григорієм Васьковичем.
По осередках існують бібліотеки. Виховній праці допомагають видавані СУМ періодичні видання: журнал «Авангард» — орган Центральної Управи (з 1947), для юнацтва — «Крилаті» (з 1963). Крім того, виходять окремі «Сторінки СУМ» у різних газетах: «Шлях Перемоги», «Гомін України», «Українська Думка», «Свобода», «Америка», «Вільна Думка», «Українське Слово» (Аргентина) та ін. Інструктаж та вишкільні матеріали видають Центр. Управа (серед ін. «Бюлетень Центральної Управи СУМ», «Записки виховника», неперіодично), крайові управи, а подекуди й осередки. Центр. видавництво СУМ видало кілька тт. пед. праць Г. Ващенка, літ. твори, а також низку кн. у серіях юнацької, дитячої і родинної бібліотеки; з 1975 видає друком студійні матеріали ІСПО.

### Спілка Української Молоді в Україні (Спілка незалежної української молоді)
Відродження СУМ в Україні розпочалося в кінці 80-х років, коли піднялася нова хвиля боротьби за незалежність. Влітку 1989 року обласні філії УГС розпочали роботу в регіонах зі створення Спілки незалежної української молоді (СНУМ), відмежовуючись таким чином як від СУМу 20 - х років, так і від еміграційного СУМу, що діяв на Заході, як організація при ОУН (б). 
Перший її осередок під назвою « Спілка української молоді » ( СУМ ) виник у липні 1989 р . в м . Харкові . Її заснували О. Геращенко, І. Живатун, А. Черемський, Г. Шишацький та С. Шкурлат. 
Водночас у Львові виникла ініціативна група створення обласної організації СНУМ. Також, у серпні 1989 р . була організована Львівська обласна рада Спілки незалежної молоді від емігрантської СУМ; організаційно оформилися перші осередки, які пізніше поширилися в усій Україні. Досить скандальною була діяльність голови Львівської організації СНУМ Олега Вітовича, а також голови Тернопільської організації СНУМ Юрія Тими, котрі 1990 року заснували рух УНА-УНСО. Вітович, за даними збірнику "Хто є хто в українській політиці" (1995 р.), став головою інформцентру "УНА-Захід".
19 серпня 1989 року біля підніжжя гори Маківки у Карпатах відбулися Установчі збори Львівської обласної організації СНУМ у присутності 80 осіб. Установчі збори прийняли Статут і Програму СНУМ, Звернення до молоді України, обрали склад Обласної Ради СНУМ.
24 серпня 1989 року в Чернівцях проходить крайовий Установчий збір Спілки Української Молоді Буковини (СУМ Буковини). Схвалено було програму і статут, обрано керівні органи крайової організації СУМ Буковини.
Від самих початків творці Львівського крайового СНУМу та СУМу Буковини вважали себе складовою частиною Світового сумівського руху.
В травні 1990 року в Івано-Франківську відбувся Всеукраїнський з'їзд, який проголосив утворення Спілки Незалежної української молоді. Головою СНУМ було обрано Ігоря Деркача, народного депутата України. По всій країні прокотилася хвиля голосних акцій, направлених проти існуючого комуністичного режиму. Це був період гострого протистояння з владою, коли утверджувалася національна символіка, національна самосвідомість. Часто активістів організації арештовували, судили, міліція розганяла масові акції національно-демократичного спрямування. Відомий студентський страйк в жовтні 1990 року, який закінчився падінням уряду Масола, відбувався при активній участі снумівців-студентів. Відновлення історичної справедливості, реабілітація в свідомості народу січового стрілецтва, імен Мазепи і Петлюри, Бандери і Шухевича, боротьби ОУН і УПА відбулися у великій мірі завдяки пропагандистським заходам СНУМ.
З проголошенням незалежності України 24 серпня 1991 року головне завдання СНУМ виявилося виконаним. Виникла потреба боротися не «проти» чогось (в даному випадку — проти Російської імперії), а «за» щось — за розбудову Української Держави. На Другому Великому Зборі Спілка приймає ряд важливих змін в статуті, визначивши виховний зміст своєї діяльності головним напрямком роботи. Одночасно змінено назву на СУМ — Спілка Української Молоді. Цим підкреслювалося перехід до нового етапу існування організації — будуючого.

Київський осередок СУМ в Україні

СУМ розбудувала свої осередки в більшості областей України, а також веде роботу для поширення СУМ в Російській Федерації. Підсумком постійної виховної роботи, яка ведеться в осередках протягом року, є літні табори, які проводять окремі осередки та Крайова Управа. Дружинники (повнолітні члени СУМ), крім виховної діяльності, є активними в суспільному, культурному, спортивному, міжнародому напрямках. Щороку відбуваються літні і зимові вишкільні табори для дружинників СУМ.
26 квітня 1992 р. в Харкові члени СУМу прийняли приречення на вірність Нації та Проводові і поклялися “боротися за повне визволення всіх українських земель і Українського Народу від загарбників”.
14 травня 1992 р. в Харкові з ініціативи СУМу створено Комітет захисту українців Придністров’я. Головою комітету призначено Олександра Волкового.
21 липня 1992р. в Києві Міністерством юстиції України зареєстровано статут Спілки Української Молоді. Реєстраційне свідоцтво №272. 
На початку серпня 1992р. проведений вишкільно-відпочинковий табір СУМ “Червона калина” в Карпатах, в якому взяли участь сумівці з України та діаспори. 
Від 1996 року Світовим конгресом Спілки Української Молоді СУМ України прийнято до світової структури СУМ як повноправного члена. Поряд з цим, в Україні Спілка виступає активним учасником молодіжного руху в рамках Українського Національного Комітету молодіжних організацій. Помітною була роль СУМ під час Світового конгресу Українських молодіжних організацій (Київ, 1998 та З'їзду Християнської молоді України (Київ, 1999). У 1999 році представник СУМ в Україні Указом Президента був призначений членом Національної Ради з питань молодіжної політики.
Крайова Управа СУМ в Україні провела спільно з Крайовими Управами СУМ діаспори кілька мандрівних таборів в Карпатах (1992), Холодному Ярі на Черкащині (1997) та інших історичних місцевостях України. Сумівці з України брали участь у ряді таборів за кордоном: в Канаді (1994), Німеччині (1996), Великій Британії (1997 і 1999), а також Європейських Зимових Таборах СУМ на оселі «Франкополе» в Бельгії (1996 і 1998) і Європейських Спортивних таборах СУМ (1997 — у Франції, 1998 — у Німеччині). Світові Злети СУМ також приймали учасників з України (1992 — в Мельбурні, Австралія, 1996 — в Атланті, США).
Крайова Управа СУМ в Україні має інформацію про літні та зимові табори, а також осередкові імпрези. 
Організація є учасницею коаліції Реанімаційний пакет реформ.

### Основні дати з історії Спілки Української Молоді
- 1925—1929 — діяльність Спілки Української Молоді у Києві
- 1930 — відкритий суд над членами СВУ-СУМ у Харкові
- 1948—1951 — діяльність СУМ в с. Кошляки (Тернопільщина)
- з 1946 — створення СУМ в діаспорі: Німеччина, Австрія, Бельгія, Велика Британія, Канада, США, Франція, Австралія, Аргентина, Венесуела, Парагвай, Бразилія, Туніс, Швеція, Іспанія, Італія та Естонія
- 1989 — створення Спілки Незалежної Української Молоді (СНУМ)
- 1991 — перейменування СНУМ в Спілку Української Молоді
- 1995 — СУМ змінює назву на «Спілка Української Молоді в Україні» і вступає до Світового СУМу

## Відомі сумівці

Антін Кущинський, підполковник Армії УНР

- Антін Кущинський, підполковник Армії УНР.
- Петро Башук — український військовий діяч, член ОУН (р).
- Анатоль Бедрій-Антей — український політичний і громадський діяч, історик, журналіст.
- Григорій Васькович —  педагог і психолог, політичний і громадський діяч, проректор Українського Вільного Університету у Мюнхені.
- Євген Войцехівський — командир підрозділу «Холодний яр», боєць батальйону Айдар. Кавалер ордена «За мужність» III ступеня.
- Віталій Волкотруб — молодший сержант ЗСУ, учасник російсько-української війни, посмертно нагороджений найвищою відзнакою СУМ «Залізний Хрест».
- Андрій Гайдамаха — Голова проводу ОУН (р) (2001–2009).
- Роман Зварич — український політик, Міністр юстиції в урядах Юлії Тимошенко та Віктора Януковича.
- Петро Кардаш — кінопостановник, видавець.
- Антін Кущинський — підполковник Армії УНР, редактор часопису «Українське Козацтво».
- Володимир Макар — діяч ОУН (р) та СУМ, редактор.
- Володимир Паламар — президент Асоціації українських організацій в Естонії.
- Микола Павлушков — ключовий фігурант «процесу Спілки визволення України».
- Стефан Романів — генеральний секретар Світового конґресу українців, голова комісії з визнання Голодомору геноцидом проти українського народу, Голова Проводу ОУН (р) (2010-2021).
- Святомир Фастун — український письменник і журналіст, громадський діяч.
- Микола Француженко — український радіожурналіст, редактор, публіцист, письменник.
- Юрій Шимко — канадський політик українського походження.
- Олександр Шумков — солдат ЗСУ, політичний в'язень.
- Евген Чолій — президент Світового Конґресу Українців.
- Катерина Ющенко — громадська діячка, дружина третього президента України Віктора Ющенка (2005–2010).